# كاريل فيرنر
كاريل فيرنر (بالتشيكية: Karel Werner)‏ هو كاتب تشيكي، ولد في 12 يناير 1925 في Jemnice ‏ في التشيك.